# Cloeon variegatum
Cloeon variegatum is een haft uit de familie Baetidae. De wetenschappelijke naam van de soort is voor het eerst geldig gepubliceerd in 1924 door Chopra.
De soort komt voor in het Oriëntaals gebied.